# مليمتر
مليمتر تتكون من شقين مل (باللاتينية: milli) وتعني واحد من ألف، ومتر (باللاتينية: meter) وهي وحدة القياس الدولية المعروفة والمستخدمة لقياس الطول، ويتبين من ذلك أن المليمتر يساوي واحد من ألف من الطول الفعلي للمتر {\displaystyle 1/10^{3}}؛ وهذه الوحدة تستخدم لقياس الأطوال الصغيرة.